# (3311) Podobed
(3311) Podobed (1976 QM1) – planetoida z pasa głównego asteroid okrążająca Słońce w ciągu 4,66 lat w średniej odległości 2,79 j.a. Odkrył ją Nikołaj Czernych 26 sierpnia 1976 roku.